# Johannes van Laar
Johannes Jacobus van Laar (n. 10 iulie 1860, 's Gravenhage – d. 9 decembrie 1938, Montreux) a fost un chimist neerlandez cunoscut pentru ecuațiile referitoare la activitatea chimică.